# Bilîceve, Ciornuhî
Bilîceve (în ucraineană Біличеве) este un sat în comuna Kizlivka din raionul Ciornuhî, regiunea Poltava, Ucraina.

## Demografie
Componența lingvistică a localității Bilîceve
     Ucraineană (100%)
Conform recensământului din 2001, toată populația localității Bilîceve era vorbitoare de ucraineană (100%).